# 鳥部萬里子
鳥部萬里子（日语：／ Toribe Mariko，1990年7月31日—）是日本的女性聲優，新潟縣出身。DAX Production所屬。

## 人物
獲得上智大學舉辦的「索菲亞小姐2012」的優勝。

## 演出作品
※粗體字為主要角色。

### 電視動畫
2013年
- 石田與朝倉（木下奈奈子）
- 戀曲寫真（山澤）

2014年
- 我們大家的河合莊（律的同學B）
- 普通女高中生要做當地偶像

2015年
- 城下町的蒲公英（早乙女零子）

2016年
- 三者三葉（英語教師）

2019年
- 粉彩回憶（榊亞矢香[4]）
- 一拳超人 第2期（陪酒女郎B）
- 放學後桌遊俱樂部（安娜）

2022年
- 少女前線（自動聲音）

2023年
- D4DJ All Mix（女性客、英語會話本聲音、工作人員、觀眾、女學生）
- World Dai Star（女孩子、流石的粉絲A） - 兼任德語指導

### 遊戲
2014年
- IDOL-RISM（七瀨深春[5]）
- Toys Drive（怪盗「Lost Song」[6]）

2015年
- Xuccess Heaven（片桐茜）
- 美少女夢工場（莉普拉[7]）

2017年
- 粉彩回憶（榊亞矢香[8]）

2018年
- 魔物娘☆後宮（榊亞矢香）

2020年
- 怪物彈珠（王元姬）

### 外語配音
- 大偵探白羅 鴿群裡的貓（女學生、看護師）
- 大偵探白羅 Hallowe'en Party（喬伊絲）
- Nydenion（奈莉）
- 世界末日（電腦聲）
- The Whistleblower（ズラータ）
- In the Name of the King:Two Worlds（曼哈頓）
- ETERNAL（馬拉奇克）

### 電視節目
- 新春特別節目 松子與有田的男與女
- 秘密諜報員 艾莉卡

### 舞台
- 無法掙脫的背叛 Vol.3
- 欲望的露比

### 雜誌
- Cancam 2013年2月號
- Cancam 2012年12月號
- 東京Graffiti 11月號
- Campus Navi 2012年秋號 封面
- Tiara girl 2012 秋號

## 音樂CD

### 角色歌
| 發售日   | 商品名稱         | 演唱名義                                                             | 歌曲                    | 備註                                            |
| 2016年   | 2016年           | 2016年                                                               | 2016年                  | 2016年                                          |
| -------- | ---------------- | -------------------------------------------------------------------- | ----------------------- | ----------------------------------------------- |
| 12月21日 | ／kiss×kiss×kiss | 虹川仁衣菜（指出毬亞）、椎柴識理（鳥部萬里子）、箕輪美笠（日岡夏美） | 「」 「kiss×kiss×kiss」 | VR Idol Stars Project《Hop Step Sing!》相關歌曲 |

## 外部連結
- 事務所官方簡歷 （页面存档备份，存于）（日語）
- 鳥部萬里子的X（前Twitter）（日語）